# 12022 Hilbert
12022 Hilbert (1996 XH26) là một tiểu hành tinh vành đai chính được phát hiện ngày 15 tháng 12 năm 1996 bởi P. G. Comba ở Prescott.